# 最后一次讲演

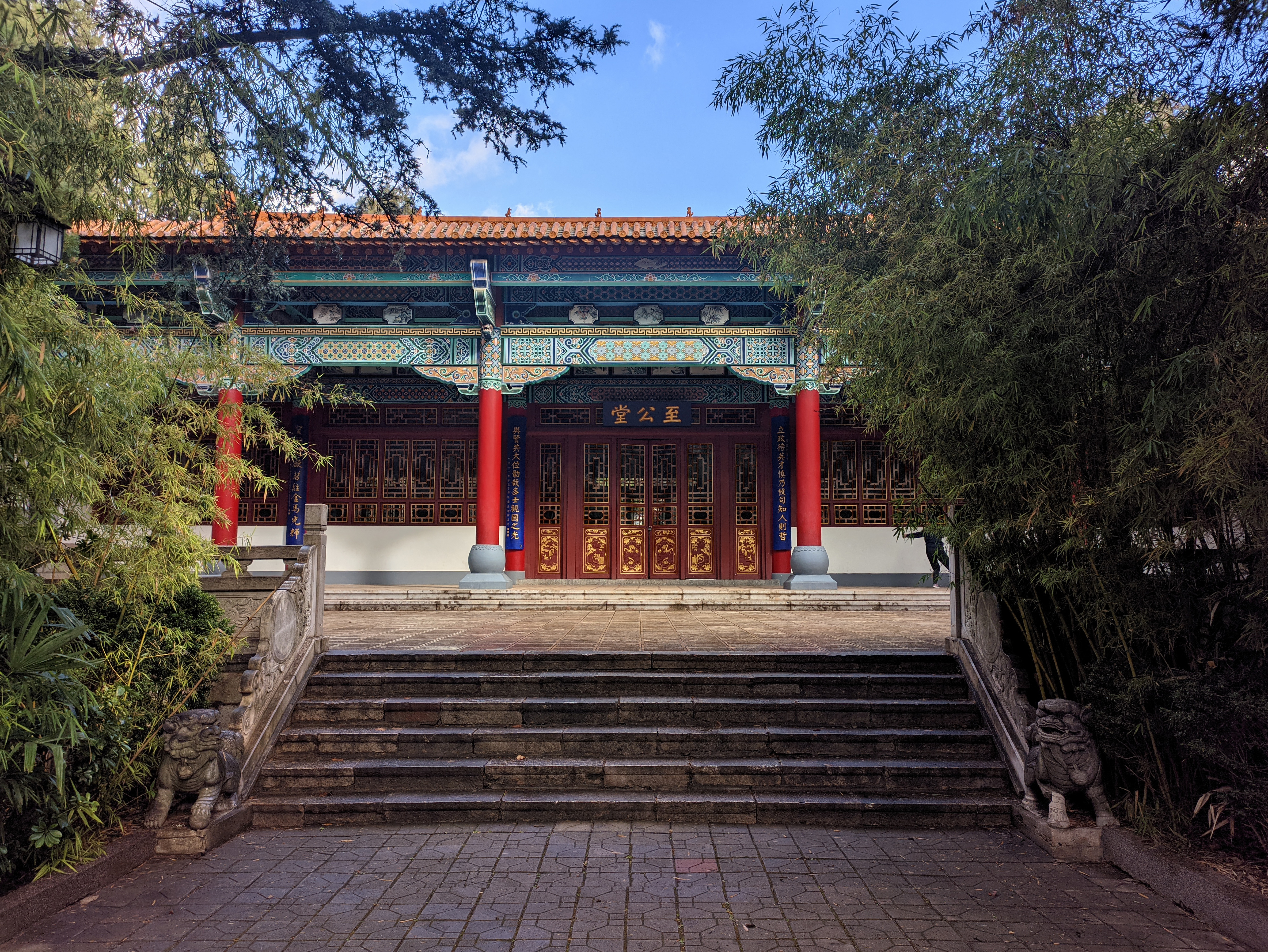
云南大学至公堂，闻一多在此发表最后一次讲演

最后一次讲演是闻一多于1946年7月15日在云南大学至公堂举行的李公朴追悼会上所作的即席演讲。李公朴在三日前被暗杀，闻一多在演讲中痛斥国民党籍特务暗杀李公朴的行径，陈辞時慷慨激昂。当日下午，闻一多就被暗杀，因此这次演讲就成了他的最后一次讲演。
7月21日，在昆明学联主办的《学生报》上以《无耻啊！无耻啊！他们在慌啊，在恐慌啊！》为题，全文刊载此次演讲的原始记录稿。记录者为云南大学外语系女学生何丽芳。生活·读书·新知三联书店1982年版的《闻一多全集》上则是以《最后一次的讲演》为题收录了演讲词。人民教育出版社出版的中华人民共和国义务教育教科书语文八年级下册中，以《最后一次讲演》为题将其收录在第四单元第13课。
在开明书店版《闻一多选集》中，这篇演讲词被删去了一段，一般认为原因是“不关乎主题且表现了闻一多的亲美思想”，或與毛澤東在1949年8月18日發表的《別了，司徒雷登》一文有關。

### 引用
1. ↑  云南发布. . 微信公众平台. 2023-10-03  [2025-04-21].
2. ↑  记者：万迎春. . 云南网 来源:云南日报. 2009-07-10  [2011-07-17]. （原始内容存档于2016年3月6日） （简体中文）.
3. ↑  陈芳. . 中国教育报. 2023-03-31  [2025-05-04].
4. ↑  陳改玲. . 中国现代文学研究丛刊. 2005, (6): 69–71  [2013-07-03]. ISSN 1003-0263.